# Iwan Wassiljewitsch Archipow
Iwan Wassiljewitsch Archipow (russisch Иван Васильевич Архипов; * 18. April 1907 in Kaluga; † 28. Februar 1997 in Moskau) war ein sowjetischer Politiker und von 1980 bis 1986 Erster Stellvertretender Vorsitzender des Ministerrats der UdSSR.

## Biografie

### Ausbildung und Beruf
Archipow erlernte und arbeitete in Kaluga von 1921 bis 1929 im Beruf eines Drehers. 1932 studierte er am Moskauer Werkzeugmaschineninstitut (später die Staatliche Technologische Universität (Stankin) in Moskau). 1932/33 war er Anlagenbauer in Kowrow und von 1933 bis 1938 als leitender Vorarbeiter, stellvertretender Leiter und Leiter von metallurgischen Betrieben.
Archipow war verheiratet und hatte fünf Kinder.

### Politik
Archipow wirkte ab 1938 in verschiedenen Funktionen in der Kommunistischen Partei der Sowjetunion (WKP(B) bzw. KPdSU) u. a. im Zentralkomitee (1976–1989).
Von 1943 bis 1950 war er Stellvertretender Volkskommissar bzw. Stellvertretender Minister für Nichteisenmetallurgie der UdSSR.
Er wirkte von 1950, 1954 und 1957/58 als sowjetischer Wirtschaftsberater an der sowjetischen Botschaft in China und war zugleich von 1950 bis 1958 Erster Stellvertretender Minister für Nichteisenmetallurgie der UdSSR. 1958 wurde er Erster Stellvertretender Vorsitzender des Staatsausschusses des Ministerrates für die Außenwirtschaftsbeziehungen, 1974 Stellvertretender Vorsitzender des Ministerrates und schließlich 1980 bis 1986 als Nachfolger von Nikolai Tichonow Erster Stellvertretender Vorsitzender des Ministerrates unter Tichonow und ab 1985 Nikolai Ryschkow. Ihm folgte im Amt Geidar Alijew.

## Ehrungen (Auswahl)
- Orden der Oktoberrevolution, 1971
- Held der sozialistischen Arbeit, 1977
- Leninorden, fünfmal
- Rotbannerorden, zweimal
- Alter Freund des chinesischen Volkes[1][2]